# Nova Bussa
Nova Bussa, (em inglês) New Bussa é uma vila no Níger (estado), Nigéria. É o novo sítio de Bussa depois do lago Kainji, representa a localização anterior debaixo d'água.  Em 2007, a Nova Bussa tinha uma população estimada de 24.449.
Nova Bussa é a sede do Emirado de Borgu e Área de governo local de Borgu.

## Geografia
New Bussa está situada em 9° 53′ N, 4° 31′ L, e a original vila de Bussa estava localizado a cerca de 40 km ao norte de New Bussa em 10° 13′ 51″ N, 4° 28′ 31″ L (altitude 561 pés ou 170 metros).